# 伊藤ゆいな
伊藤 ゆいな（いとう ゆいな、1996年10月31日 - ）は、日本の女性声優。北海道上川郡清水町出身。WITH LINE所属。
主な代表作は、音声生成AIソフト「ずんだもん」、『ずんだホライずん』（ずんだもん）、『真夜中ぱんチ』（苺子）など。

## 人物
趣味はスノーボード、カラオケ、ゲーム、モノマネ。
好きな食べ物はステーキ、お寿司。

## 出演
太字はメインキャラクター。

### テレビアニメ
2016年
- 灼熱の卓球娘（女子1）

2017年
- 覆面系ノイズ（観客）

2018年
- ぐらんぶる（ゲーム音声A）

2019年
- なむあみだ仏っ!-蓮台 UTENA-（客）

2024年
- 真夜中ぱんチ（苺子）
- 戦国妖狐 千魔混沌編（針鐘、タコ）
- 黄昏アウトフォーカス（小学生男子、女子生徒）

2025年
- 地縛少年花子くん2（生徒B、生徒A、一つ目A、写真部員A） - 2シリーズ
- ざつ旅-That's Journey-（かき美）
- 阿波連さんははかれない season2（うさぎ）
- アポカリプスホテル（ナメクジ宇宙人2）

### 劇場アニメ
- ずんだホライずん（2017年、ずんだもん）

### WEBアニメ
- オルタード・カーボン: リスリーブド（Additional Voice）
- 真夜中ぱんチ（苺子）

### ゲーム
2015年
- 輝星のリベリオン（プラトン、タイガーリリー）
- オオカミ姫（彼方の灯火リルカ、煌く剣士サク）

2017年
- ファイトリーグ（小さな横綱わんだーどっぐ、ハイパワー洗浄KIDアイリス）
- Panipani-パラレルニクスパンドラナイト（時風オメガ）

2018年
- モンスターストライク（2018年 - 2019年、三千院ホトリ、むっすびぃ〈女の子〉、めりぃらいす）

2020年
- エンゲージソウルズ（スーシャン）

2024年
- アズールレーン（ベル）

2025年
- ぎるぐる（ビッケ）
- プロミス・マスコットエージェンシー（カキ・ゴーリー、らいじんくん）
- けものフレンズ3（ずんだもん）

### ドラマCD
- 警視庁 特務部 特殊凶悪犯対策室 第七課 -トクナナ-七課イン・ザ・パーティvol.1（二条に話しかける女性[13]）

### ラジオ
- ゆいーなとずんだもんのずんパラじお～みんなでラジオを作るのだ～（2023年 - ニコニコチャンネル+[14]）

### 音楽番組
- 東北ずん子のミュージックパラダイス（ずんだもん）

### 朗読劇
- てぇてぇ夏の物語：ずんだもんとつむぎのバーチャル大冒険（2025年6月7日 - 8日、ずんだもん[15]）

### その他
- jamバンド（御手師マリー）
- テキスト読み上げソフトウェア「VOICEVOX」『ずんだもん』[16]
- 歌声合成ソフトウェア「NEUTRINO」『ずんだもん』[17]
- テキスト読み上げソフトウェア「VOICEPEAK」『ずんだもん』[18]
- 音声合成ソフトウェア「CeVIO AI」『ずんだもん ソングボイス』[19][20]
- 歌声合成ソフトウェア「VoiSona」『ずんだもん』[19]

## キャラクターソング
- 「ずんだパーリナイ[注 1]」、「あまあま催眠リミックス」（ずんだもん[21]）